# بولوگو (ساپونه)
بولوگو شهری در شهرستان ساپونه در استان بازگا در بورکینافاسوی مرکزی است و جمعیت آن ۲۵۲ نفر است.